# Écurie Francorchamps
L’Écurie Francorchamps est une ancienne écurie de sport automobile belge appartenant à Jacques Swaters, en activité en Formule 1 de 1952 à 1954 et qui a participé aux championnats de voitures de sport jusqu'en 1982.
En 1955, une fusion de l'écurie Francorchamps et de l'Écurie Belge de Johnny Claes donne l'Équipe Nationale Belge. Toutefois, l'Écurie Francorchamps a poursuivi son activité, liée au Garage Francorchamps de Jacques Swaters et son statut d'importateur de Ferrari.

## Palmarès
- 24 Heures du Mans[1]
  - 3e des 24 Heures du Mans 1955 avec Johnny Claes et Jacques Swaters
  - Vainqueur de la catégorie S 2.0 en 1957 avec Lucien Bianchi et Georges Harris
  - 3e et Vainqueur de la catégorie GT 5.0 en 1965 avec Willy Mairesse et Jean Blaton

- Vainqueur du Tour de France automobile en 1960, 1961 et 1964
- Vainqueur des 1 000 kilomètres de Spa en 1965

## Résultats en championnat du monde de Formule 1
| Saison | Écurie               | Châssis     | Moteur     | Pneus     | Pilotes                            | Grands Prix disputés | Points inscrits | Classement |
| ------ | -------------------- | ----------- | ---------- | --------- | ---------------------------------- | -------------------- | --------------- | ---------- |
| 1952   | Écurie Francorchamps | Ferrari 500 | Ferrari L4 | Englebert | Charles de Tornaco Roger Laurent   | 4                    | -               | -          |
| 1953   | Écurie Francorchamps | Ferrari 500 | Ferrari L4 | Englebert | Jacques Swaters Charles de Tornaco | 3                    | -               | -          |
| 1954   | Écurie Francorchamps | Ferrari 500 | Ferrari L4 | Englebert | Jacques Swaters                    | 3                    | -               | -          |

| Saison | Écurie               | Châssis     | Moteur     | Pneumatiques | Pilotes            | Courses | Courses | Courses | Courses | Courses | Courses | Courses | Courses | Courses | Points inscrits | Classement |
| Saison | Écurie               | Châssis     | Moteur     | Pneumatiques | Pilotes            | 1       | 2       | 3       | 4       | 5       | 6       | 7       | 8       | 9       | Points inscrits | Classement |
| ------ | -------------------- | ----------- | ---------- | ------------ | ------------------ | ------- | ------- | ------- | ------- | ------- | ------- | ------- | ------- | ------- | --------------- | ---------- |
| 1952   | Écurie Francorchamps | Ferrari 500 | Ferrari L4 | Englebert    |                    | SUI     | 500     | BEL     | FRA     | GBR     | ALL     | P-B     | ITA     |         | -               | -          |
| 1952   | Écurie Francorchamps | Ferrari 500 | Ferrari L4 | Englebert    | Charles de Tornaco |         |         | 7e      |         |         |         | Abd     | Nq      |         | -               | -          |
| 1952   | Écurie Francorchamps | Ferrari 500 | Ferrari L4 | Englebert    | Roger Laurent      |         |         |         |         |         | 6e      |         |         |         | -               | -          |
| 1953   | Écurie Francorchamps | Ferrari 500 | Ferrari L4 | Englebert    |                    | ARG     | 500     | P-B     | BEL     | FRA     | GBR     | ALL     | SUI     | ITA     | -               | -          |
| 1953   | Écurie Francorchamps | Ferrari 500 | Ferrari L4 | Englebert    | Jacques Swaters    |         |         |         | Np      |         |         | 7e      | Abd     |         | -               | -          |
| 1953   | Écurie Francorchamps | Ferrari 500 | Ferrari L4 | Englebert    | Charles de Tornaco |         |         |         | Np      |         |         |         |         |         | -               | -          |
| 1954   | Écurie Francorchamps | Ferrari 500 | Ferrari L4 | Englebert    |                    | ARG     | 500     | BEL     | FRA     | GBR     | ALL     | SUI     | ITA     | ESP     | -               | -          |
| 1954   | Écurie Francorchamps | Ferrari 500 | Ferrari L4 | Englebert    | Jacques Swaters    |         |         | Abd     |         |         |         | 8e      |         | Abd     | -               | -          |

Légende : ici 